# 진 문공 (영진)
문공(文公, ？ ~ 기원전 716년)은 춘추시대 진(秦)나라의 제2대 군주이다. 양공(襄公)의 아들이다.

## 생애
기원전 764년에 양공(襄公)이 죽자 그의 아들인 문공(文公)이 계승하였다.
기원전 763년, 문공은 군사 700명을 이끌고 동쪽으로 사냥을 나갔는데, 다음해가 되어서야 견하(汧河)와 위하(渭河)가 맞닿는 곳에 이르렀고, 그곳에서 풍수 점을 치니 길하게 나와 그곳에 새 도성을 지었다.
기원전 753년, 문공은 사관(史官)을 설치하여 나라의 큰일을 기록하게 하였고, 대부분의 백성들을 교화시켰으며, 기원전 750년에는 군사를 보내어 서융(西戎)을 토벌하니, 서융이 패하여 달아났다.
또한, 문공은 서주(西周)의 유민들을 받아들이고, 기산(岐山)까지 영토를 넓혔으며, 기산의 동쪽 토지를 주 평왕(周平王)에게 바쳤다.
기원전 746년, 처음으로 삼족을 멸하는 형벌을 만들었다.
기원전 718년, 태자 정공(竫公)이 죽자, 정공의 장남인 헌공(憲公)을 태자로 삼았다.
기원전 716년에 문공이 죽자 서수(西垂)에 안장하였고, 그의 손자인 헌공이 계승하였다.

## 일화

### 제천단 건립
기원전 756년에 문공은 황색 뱀 한 마리를 보았는데, 그 뱀의 몸은 하늘 위에서 땅까지 내려와 있었고 뱀의 주둥이는 부성(鄜城) 일대의 논밭에 내밀고 있었다.
문공은 사돈(史敦)을 불러 꿈에 대해 상의하였는데, 사돈이 답하기를, “이것은 천제(天帝)를 상징하는 것입니다. 전하께서 제사를 지내시기를 바랍니다.”라고 하였다.
그래서 문공은 제천단을 설립하였고, 말·소·양 세 짐승을 바쳐 백제에 제사를 지내었다.

### 진보사
문공 시절 진창(陳倉) 사람이 돼지의 겉모습을 한 이름 모를 짐승 한 마리를 잡았는데, 문공에게 바치고 싶다 생각하였다.
길에서 우연히 어린 아이 둘을 만났는데, 어린 아이가 말하기를, “이 짐승은 위(媦)라고 하는데 땅 속에서 살고 사람의 뇌를 먹고 살아요.”
진창 사람이 고격(敲击)을 사용해 죽이려고 하니, 위가 말하기를, “두 아이는 진보(陳寶)라 하는데, 하는 여자이고 하나는 남자이다. 남자 아이는 왕(王)이라 할 것이고, 여자하이는 패(覇)라 할 것이다.”라고 하였다.
그래서 진창 사람이 두 아이를 뒤쫓아 가자 두 아이는 꿩이 되어 날아갔는데, 그 중에 여자 아이는 진창의 북판성(北阪城)으로 날아가 돌이 되었다.
기원전 747년, 문공 진창에 있는 산으로 사냥을 나가서 이 돌을 발견하였는데 그 색과 형태가 간장(肝髒)과 같았다 하였다.
문공은 명하여 진창 북판성에 진보사(陳寶祠)를 지어 짐승 머리를 바쳐 제사를 지내게 하였다.
제사를 받는 신은 1년에 한번 나타나기도 하고 혹은 1년에 여러 번 나타나기도 하였다. 그리고 항상 밤에 나타났는데, 그 빛이 유성과 같이 눈부시게 빛났다고 한다.